# 饒舌

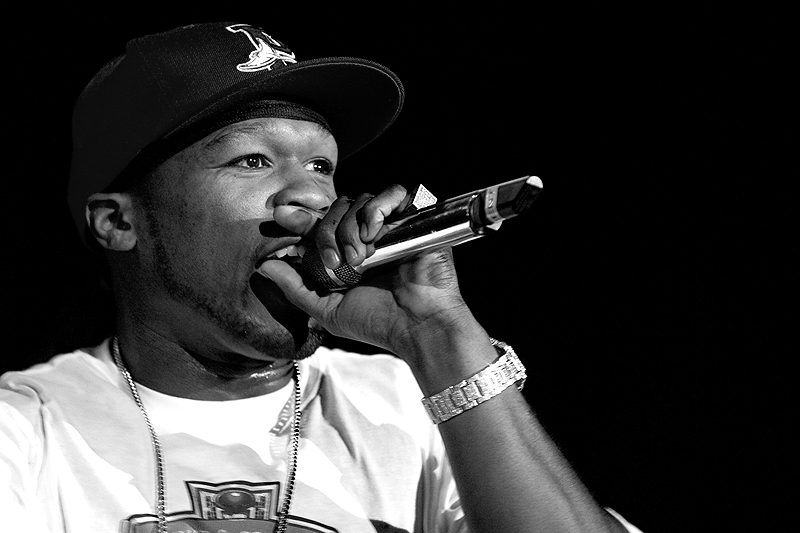
歌手50 Cent在音樂會上饒舌，攝於2010年6月3日

饒舌（英語：Rapping）是一種帶有節奏與押韻的歌唱技巧及音樂風格，是構成美國1970年代興起的嘻哈文化中的主要元素之一，也叫作（司衆）。最早是美國黑人在社區街頭表達政治和社會思想的途徑之一，其起源與口語詩有關，並且大量運用暗語、俗語、俚語等民間口語。作為表演藝術，它注重詞（content）、腔（flow）、吐（delivery）。作為音樂風格，以吐词为词、R&B及其他音樂取樣為曲的嘻哈樂在幾十年裏發展成了美國流行樂的一種主要風格，也影響到了包括亞洲在內的世界流行樂，許多流行歌曲都會加入饒舌元素。

## 詞源
的原義是快速讀或是快速講的意思。它可能是由這個字縮短而造出的新字。

## 延伸閱讀
- Alan Light; et al. . Three Rivers Press. October 1999: 432. ISBN 0-609-80503-7.
- Jeff Chang; D.J. Kool Herc. . Picador. December 2005: 560. ISBN 0-312-42579-1.
- Sacha Jenkins; et al. . St. Martin's Griffin. December 1999: 352. ISBN 0-312-24298-0.